# Nappieren

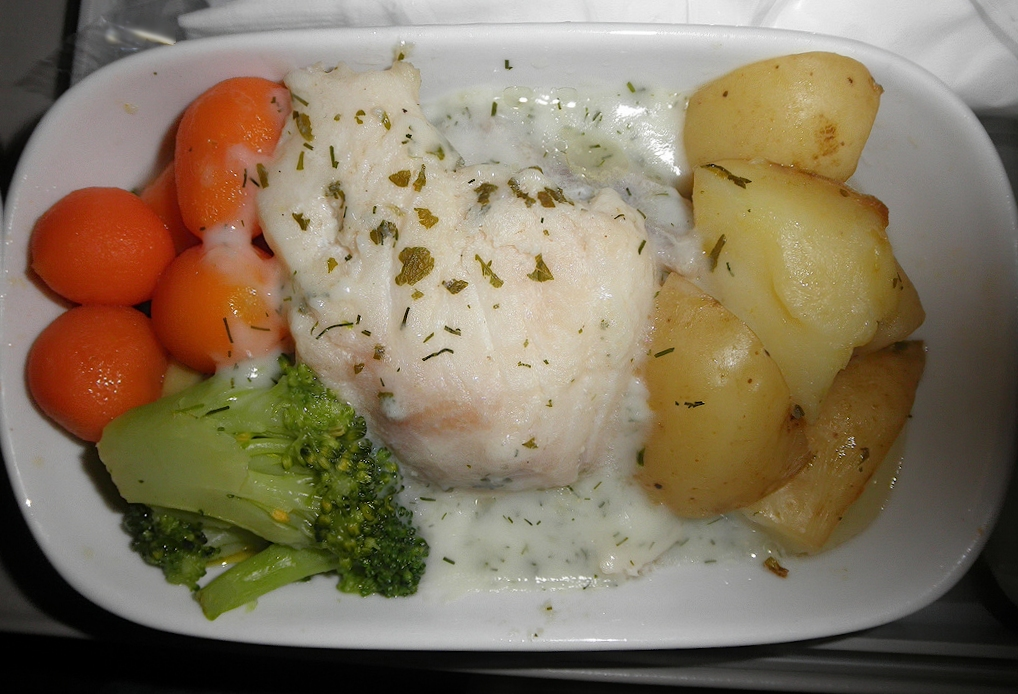
Mit Béchamelsauce nappiertes Fischfilet (mit Gemüse- und Kartoffelbeilage)

Als Nappieren (von französisch napper ‚überziehen‘ oder ‚übergießen‘) wird eine Anrichtungsform in der Küche bezeichnet. Beim Nappieren werden Speisen mit einer Sauce oder einem Gelee überzogen, überstrichen oder gleichmäßig übergossen.
Anders als beim Saucieren, bei dem die Sauce unter oder neben die Speise gegeben wird, wird beim Nappieren die Speise mit der Sauce bedeckt. Nappiert werden in der Regel lang gebratene Gerichte, wie zum Beispiel Braten, sowie bestimmte Fischzubereitungen oder Gemüse, z. B. Blumenkohl mit Béchamelsauce. Die Sauce hilft dabei, dass Fleisch und Fisch saftig bleiben. Das Nappieren erfolgt in der Regel unmittelbar vor  dem Servieren der Speise.